# Water of Tanar
Das Water of Tanar ist ein Fluss in der schottischen Council Area Aberdeenshire.

## Beschreibung
Das Water of Tanar entspringt westlich von Mount Keen und dem Head of Black Burn nur wenige Meter entfernt von der Grenze zwischen Aberdeenshire und der benachbarten Council Area Angus in den östlichen Grampian Mountains. Es fließt durch den Glen Tanar in vornehmlich nordöstlicher Richtung dem Dee entgegen, in den es nach einem Lauf von 22 Kilometern gegenüber von Aboyne von rechts mündet. Entlang seines Laufs nimmt das Water of Tanar verschiedene Bäche auf. Sein Hauptzufluss ist das von rechts einmündende Water of Allachy. Durch eine dünnbesiedelte Gegend Aberdeenshires verlaufend, passiert das Water of Tanar keine Ortschaften.

## Umgebung
Der Glen Tanar liegt im Cairngorms National Park. 42 km² sind als Naturschutzgebiet ausgewiesen und werden von NatureScot betreut. Er ist des Weiteren als Site of Special Scientific Interest, Special Protection Area und Special Area of Conservation ausgewiesen.
Teile des Tals gehören zum Anwesen von Glen Tanar House, weshalb entlang des Unterlaufs des Water of Tanar zahlreiche denkmalgeschützte Bauwerke zu finden sind. Hierzu zählt auch die Bridge of Ess, auf welcher die B976 nahe der Mündung den Fluss quert.

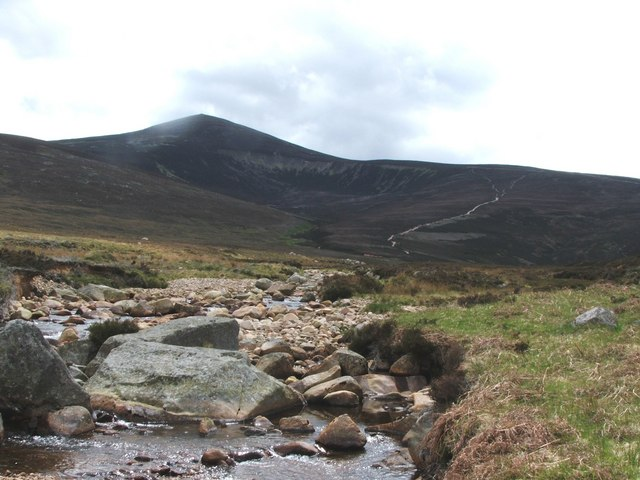
Oberlauf des Water of Tanar, rechts der Mount Keen
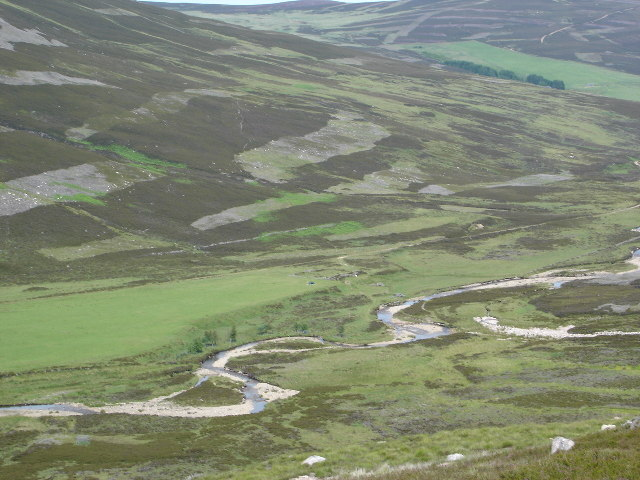
Panorama
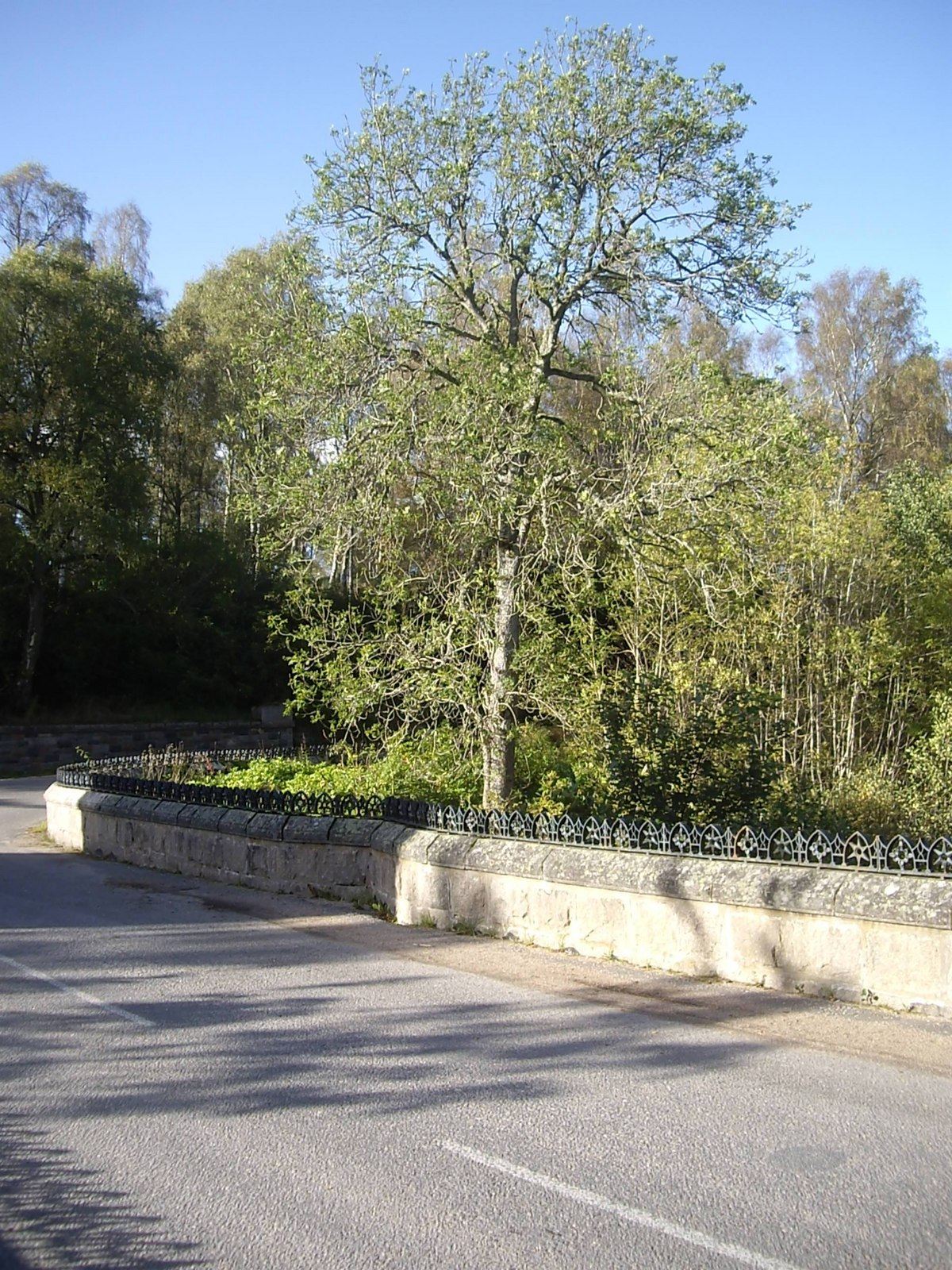
Bridge of Ess (B976)